# Дивізія «Гроссдойчланд»
Дивізія «Гроссдойчланд» (нім. Division Großdeutschland) — одна з найелітніших дивізій Сухопутних військ Вермахту за часів Другої світової війни.

## Командири
- Оберстлейтенант Вільгельм-Гунольд фон Штокгаузен (липень 1939 — лютий 1940)
- Оберстлейтенант граф Гергард фон Шверін (лютий-травень 1940)
- Оберст Вільгельм-Гунольд фон Штокгаузен (травень 1940 — серпень 1941)
- Оберст/генерал-майор Вальтер Гернляйн (серпень 1941 — 3 квітня 1943)
- Генерал-лейтенант Герман Бальк (3 квітня — 30 червня 1943)
- Генерал-лейтенант Вальтер Гернляйн (30 червня 1943 — 1 лютого 1944)
- Генерал-лейтенант Гассо фон Мантойффель (1 лютого — серпень 1944)
- Оберст/генерал-майор Карл Лоренц (1 вересня 1944 — 10 травня 1945)

## Нагороджені дивізії
Нагороджені моторизованого піхотного полку «Гроссдойчланд» (квітень 1939 — квітень 1942)
|  | Кавалери Золотого Німецького Хреста                                                                        | 22 |
|  | Кавалери Лицарського хреста Залізного хреста                                                               | 7  |
|  | Кавалери Почесної відзнаки Сухопутних військ «Почесна застібка на орденську стрічку для Сухопутних військ» | 13 |

- Нагороджені Сертифікатом Пошани Головнокомандувача Сухопутних військ (21)

Нагороджені моторизованої дивізії «Гроссдойчланд» (квітень 1942 — травень 1943)
|  | Кавалери Золотого Німецького Хреста                                                                        | 51                                                                                                 |
|  | Кавалери Лицарського хреста Залізного хреста з дубовим листям та мечами                                    | 1 (№ 27 оберст Гіацинт граф фон Штрахвітц — 28.03.1943)                                            |
|  | Кавалери Лицарського хреста Залізного хреста з дубовим листям                                              | 10 (№ 213 генерал-лейтенант Вальтер Гернляйн — 15.03.1943 № 228 гауптман Петер Франц — 14.04.1943) |
|  | Кавалери Лицарського хреста Залізного хреста                                                               | 14 (в тому числі 1 непідтверджене)                                                                 |
|  | Кавалери Почесної відзнаки Сухопутних військ «Почесна застібка на орденську стрічку для Сухопутних військ» | 11                                                                                                 |

- Нагороджені Сертифікатом Пошани Головнокомандувача Сухопутних військ (2)
- Нагороджені Сертифікатом Пошани Головнокомандувача Сухопутних військ за збитий літак противника (2)

Нагороджені танко-гренадерської дивізії «Гроссдойчланд» (травень 1943 — 8 травня 1945)
|  | Кавалери Нагрудного знаку ближнього бою в золоті                                                           | 3 |
|  | Кавалери Золотого Німецького Хреста                                                                        | 145 |
|  | Кавалери Срібного Німецького Хреста                                                                        | 7 |
|  | Кавалери Лицарського хреста Залізного хреста з Дубовим листям та Мечами                                    | 1 (№ 69 оберст Горст Німак — 04.06.1944) |
|  | Кавалери Лицарського хреста Залізного хреста з Дубовим листям                                              | 6 (№ 325 майор Отто-Ернст Ремер — 12.11.1943 № 395 оберст Карл Лоренц — 12.02.1944 № 501 обер-лейтенант Діддо Дідденс — 15.06.1944 № 604 обер-лейтенант Йорг Бург — 04.10.1944 № 753 гауптман Горст Варшнауер — 24.02.1945 № 808 ротмістр Еріх Шредтер — 28.03.1945) |
|  | Кавалери Лицарського хреста Залізного хреста                                                               | 38 |
|  | Кавалери Почесної відзнаки Сухопутних військ «Почесна застібка на орденську стрічку для Сухопутних військ» | 39 |

- Нагороджені Сертифікатом Пошани Головнокомандувача Сухопутних військ (5)